# Scheme 48
Scheme 48是Scheme编程语言的一种方言，遵循了R5RS标准，这个实现使用了发送字节码的解释器。它有一个外界函数接口用于调用来C语言的函数，并带有一个正则表达式（regex）库，和一个到可移植操作系统接口（POSIX）的接口。它支持可移植Scheme库SLIB，并且是Scheme shell Scsh的基础。它已经被用于学术研究之中。它是在BSD许可证下发行的自由及开放源代码软件。
叫做“Scheme 48”是因为它的第一版是在1986年8月用48小时写成的 。

## 实现
Scheme 48使用了一个虚拟机来解释字节码，它是用叫做PreScheme的一个Scheme的受限方言写成的，这个方言可以被转换成C并编译成本机二进制代码。PreScheme或写为Pre-Scheme，是静态类型的Scheme方言，具有C的高效性和低层机器访问，却保持了多数想要的Scheme特征。
Pre-scheme是非常有价值的。我确信Kelsey曾发表了一篇关于它的论文。它在可以被装载入Scheme系统并运行代码的意义上是Scheme。但是它是有限制的 – 它要求你以允许完全的Hindley-Milner静态类型推论的风格来书写程序，而所有高阶过程都在编译时间被beta-代换了，这意味你可以*直接*将Prescheme程序转写“自然的”C代码而具有C水平的效率。这就是说，你可以将Prescheme看作对用于低层代码的C的真实舒适替代者。并且在拨转开关而转换到C代码之前，你可以在你选择的交互式Scheme开发环境中调试你的Prescheme程序，因为Prescheme就是受限的Scheme。Scheme 48字节码解释器是用Prescheme书写的。Prescheme差不多消亡了 – 除了他写的那篇学术论文，Kelsey从未有时间书写它的文档并将它变成其他人可以使用的独立工具（Ian Horswill在西北大学的小组是这个论断的一个例外 – 他们已经将Prescheme用于了有价值的工作。）——Olin Shivers，"Olin Shivers: History of T"

## 引用
1. ↑  R5RS claim （页面存档备份，存于）
2. 1 2  Kelsey, Richard; Rees, Jonathan. . S48.org.   [2018-12-05]. （原始内容存档于2022-04-21）.
3. ↑  Kelsey, Richard; Rees, Jonathan; Sperber, Mike. . S48.org. 10 January 2008  [2018-12-05]. （原始内容存档于2021-11-06）., Chapter 8 in manual for version 1.8.
4. ↑  Kelsey, Richard; Rees, Jonathan; Sperber, Mike. . S48.org. 10 January 2008  [2018-12-05]. （原始内容存档于2021-11-04）., Chapter 5 in manual for version 1.8.
5. ↑  Kelsey, Richard; Rees, Jonathan; Sperber, Mike. . S48.org. 10 January 2008  [2018-12-05]. （原始内容存档于2021-11-06）., Chapter 9 in manual for version 1.8.
6. ↑  Final shift for call/cc: direct implementation of shift and reset
7. ↑  Rees, Jonathan A. . Jonathan A. Rees. Mumble.net.   [2018-12-05]. （原始内容存档于2021-05-24）.
8. ↑  Richard Kelsey. . 1997  [2021-11-04]. （原始内容存档于2009-08-14）.
9. ↑  Shivers, Olin. . PaulGraham.com.   [2018-12-05]. （原始内容存档于2022-10-05）.